# Río Arouce
El Arouce es un río portugués que nace en la Sierra de la Lousã. En su recorrido, pasa por Lousã y va desaguar en el margen izquierdo del Ceira, en Foz de Arouce. Fue en las orillas del Río Arouce en su curso por Foz de Arouce que tuvo lugar el Combate de Foz de Arouce.